# Кьяра, Мария
Мари́я Кья́ра (итал. Maria Chiara, род. 24 ноября 1939, Одерцо, Тревизо, Венеция, Италия) — итальянская оперная певица (лирическое сопрано). Приобрела известность в репертуаре Верди и Пуччини.

## Биография
Мария Кьяра родилась 24 ноября 1939 года в Италии, в Одерцо (провинция Тревизо, область Венеция). Училась в Венецианской консерватории имени Бенедетто Марчелло, затем в Турине.

## Карьера и творчество
Дебют певицы на оперной сцене состоялся в 1965 году в Венеции в партии Дездемоны в опере «Отелло» Верди. В 1967 году в театре Сан-Карло в Неаполе выступила в партии Мими в опере «Богема» Пуччини, а также в партии Дездемоны в опере «Отелло» Верди (вместе с Марио Дель Монако). В 1969 году на фестивале «Арена ди Верона» исполнила партию Лиу в опере «Турандот» Пуччини.
На протяжении своей карьеры Мария Кьяра получила известность в репертуаре Пуччини и Верди, особенно своими интерпретациями партий Мадам Баттерфляй, Тоски в Неаполе в 1974 году, Виолетты в «Травиате» в Метрополитен опера в Нью-Йорке в 1977 году, Аиды в одноимённой опере Верди в «Ла Скала» в Милане в 1986 году (вместе с Лучано Паваротти, Николаем Гяуровым, Хуаном Понсом, Геной Димитровой и Паата Бурчуладзе), а также партией Микаэлы в опере «Кармен» Бизе.
В 1966 году в Римской опере выступила в партии Виолетты в «Травиате» с Ферруччо Тальявини. В 1968 году выступила в партии Чио-Чио-сан в опере «Мадам Баттерфляй» Пуччини в Термах Каракаллы.
В 1967 году дебютировала в Венской опере в партии Виолетты в «Травиате» Верди и в 1970 году в партии Чио-Чио-сан в опере «Мадам Баттерфляй» Пуччини. В 1981 году выступила в партии Одабеллы в опере «Аттила» Верди под руководством Джузеппе Синополи с Николаем Гяуровым и Пьеро Капучилли. В 1986 году она пела Аиду в Ла Скала с Лучано Паваротти, Николаем Гяуровым, Джоан Понс, Геной Димитровой и Паатой Бурчуладзе под руководством Лорина Маазеля. Запись этого спектакля также доступна на DVD. На арене Ди Вероны она несколько раз была услышана как Аида и на протяжении многих лет была одной из самых любимых публикой оперных фестивалей. В 1987 году выступила в партии Амелии в опере «Бал-маскарад» Верди под руководством Клаудио Аббадо с Пласидо Доминго. В 1988 году выступила в партии Дездемоны в опере «Отелло» Верди.
Выступала в Театре Доницетти в Бергамо, в Зелёном театре в Триесте, в Турине, в Ковент-Гардене в Лондоне, в Большом театре Женевы, в Королевском театре Пармы, и других театрах мира. В репертуаре певицы также главные партии в операх Доницетти «Анна Болейн» и «Мария Стюарт», «Адриана Лекуврёр» Чилеа, партия Эльзы в опере «Лоэнгрин» Вагнера, и другие.
После ухода со сцены Мария Кьяра посвятила себя преподавательской деятельности.

## Дискография
Многие выступления Марии Кьяры были записаны и опубликованы фирмой «Decca».
Среди записей: 
- партия Одабеллы в опере Верди «Аттила» (видео, дирижёр Санти)
- 1981 — партия Аиды в одноимённой опере Верди (видео, вместе с Фьоренцой Коссотто и Никола Мартинуччи, дирижёр Антонио Гуаданьо, хор и оркестр театра «Арена ди Верона»)
- 1985 — партия Аиды в одноимённой опере Верди (видео, вместе с Лучано Паваротти, Геной Димитровой, Лео Нуччи и Паата Бурчуладзе, дирижёр Лорин Маазель, хор и оркестр театра «Ла Скала»)
- 1985 — партия Манон Леско в одноимённой опере Пуччини (видео)